# Roger R. Cross
Roger R. Cross (Christiana, 19 ottobre 1969) è un attore canadese di origine giamaicana.

## Biografia
Cross è conosciuto principalmente per aver interpretato il ruolo dell'agente Curtis Manning nella serie televisiva di spionaggio 24, dal 2005 al 2007. Dal 2012 al 2015 ha interpretato il ruolo di Travis Verta nella serie televisiva fantasy Continuum. Dal 2013 al 2015 ha interpretato il ruolo del sergente Boyd Bloom nella serie televisiva poliziesca canadese Motive.

## Filmografia

### Cinema
- Senti chi parla adesso! (Look Who's Talking Now), regia di Tom Ropelewski (1993)
- In fuga dal nemico (Dangerous Intentions), regia di Michael Toshiyuki Uno (1995)
- Premonizioni (Hideaway), regia di Brett Leonard (1995)
- Un'amicizia pericolosa (Gold Diggers: The Secret of Bear Mountain), regia di Kevin James Dobson (1995)
- Free Willy 3 - Il salvataggio (Free Willy 3: The Rescue), regia di Sam Pillsbury (1997)
- L'ombra del dragone (American Dragons), regia di Ralph Hemecker (1998)
- Colpevole d'innocenza (Double Jeopardy), regia di Bruce Beresford (1999)
- La scelta di Charlie (A Father's Choice), regia di Christopher Cain (2000)
- Liberty Stands Still, regia di Kari Skogland (2002)
- Ballistic (Ballistic: Ecks vs. Sever), regia di Wit Kaosainan (2002)
- Segreti mortali (Deadly Little Secrets), regia di Fiona Mackenzie (2002)
- X-Men 2 (X2), regia di Bryan Singer (2003)
- The Chronicles of Riddick, regia di David Twohy (2004)
- King's Ransom, regia di Jeffrey W. Byrd (2005)
- World Trade Center, regia di Oliver Stone (2006)
- 3 donne al verde (Mad Money), regia di Callie Khouri (2008)
- Ultimatum alla Terra (The Day the Earth Stood Still), regia di Scott Derrickson (2008)
- 12 Rounds 3: Lockdown, regia di Stephen Reynolds (2015)
- Re-Kill, regia di Valeri Milev (2015)
- The War - Il pianeta delle scimmie (War for the Planet of the Apes), regia di Matt Reeves (2017)
- Ondata calda (Heatwave), regia di Ernie Barbarash (2022)

### Televisione
- Il commissario Scali (The Commish) – serie TV, 4 episodi (1993)
- X-Files  (The X-Files) – serie TV, 5 episodi (1994-2018)
- Oltre i limiti (The Outer Limits) – serie TV, 4 episodi (1995-2001)
- Nick Fury (Nick Fury: Agent of S.H.I.E.L.D.), regia di Rod Hardy – film TV (1998)
- First Wave – serie TV, 27 episodi (1998-2001)
- Horizon – serie TV, 4 episodi (2000)
- Andromeda – serie TV, episodio 2x06 (2001)
- Relic Hunter – serie TV, episodio 3x14 (2002)
- Just Cause – serie TV, 19 episodi (2002-2003)
- Taken – miniserie TV, episodi 1x08-1x09-1x10 (2002)
- The Twilight Zone – serie TV, episodio 1x39 (2003)
- Star Trek: Enterprise – serie TV, episodio 3x03 (2003)
- JAG - Avvocati in divisa (JAG) – serie TV, episodio 9x22 (2004)
- 24 – serie TV, 44 episodi (2005-2007)
- Bionic Woman – serie TV, episodio 1x07 (2007)
- The Guard – serie TV, 10 episodi (2008-2009)
- NCIS - Unità anticrimine (NCIS) – serie TV, episodio 5x13 (2008)
- The L Word – serie TV, 6 episodi (2009)
- Fringe – serie TV, episodi 2x04-2x10 (2009)
- Chuck – serie TV, episodio 3x12 (2010)
- The Gates - Dietro il cancello (The Gates) – serie TV, 4 episodi (2010)
- Charlie's Angels – serie TV, episodio 1x08 (2011)
- Arrow – serie TV,  12 episodi (2012-2013)
- Rapita: il dramma di Carlina White (Abducted: The Carlina White Story), regia di Vondie Curtis-Hall – film TV (2012)
- Continuum – serie TV, 31 episodi (2012-2015)
- Motive – serie TV, 39 episodi (2013-2015)
- Il grattacielo tragico (The Dark Corner) – miniserie TV, 8 episodi (2013)
- Orphan Black – serie TV, episodio 2x04 (2014)
- Rush – serie TV, episodio 1x05 (2014)
- The Strain – serie TV, 12 episodi (2014-2015)
- The Returned – serie TV, 4 episodi (2015)
- Dark Matter – serie TV, 36 episodi (2015-2017)
- Bones – serie TV, episodi 11x01-11x02 (2015)
- The 100 – serie TV, episodio 3x07 (2016)
- Blue Bloods – serie TV, episodio 7x08 (2016)
- iZombie – serie TV, episodio 3x07 (2017)
- Doubt - L'arte del dubbio (Doubt) – serie TV, episodio 1x10 (2017)
- Dirk Gently - Agenzia di investigazione olistica (Dirk Gently's Holistic Detective Agency) – serie TV, episodi 2x01-2x05 (2017)
- The Magicians – serie TV, episodi 3x02-3x03 (2018)
- Coroner – serie TV, 38 episodi (2019-2022)
- The Rookie – serie TV, episodio 2x14 (2020)
- Law & Order - Unità vittime speciali (Law & Order: Special Victims Unit) – serie TV, episodio 21x18 (2020)
- MacGyver – serie TV, episodio 5x09 (2021)

## Riconoscimenti
- Canadian Screen Awards
  - 2020 – Candidatura come miglior attore protagonista in una serie drammatica per Coroner
  - 2021 – Candidatura come miglior attore protagonista in una serie drammatica per Coroner
  - 2022 – Candidatura come miglior attore protagonista in una serie drammatica per Coroner

## Doppiatori italiani
Nelle versioni in italiano delle opere in cui ha recitato, Roger Cross è stato doppiato da:
- Roberto Draghetti in 24, Ultimatum alla terra, Tempesta polare, Arrow, 12 Rounds 3: Lockdown, X-Files (ep. 11x08)
- Mario Bombardieri in Taken, NCIS - Unità anticrimine
- Enrico Pallini in X-Files (ep. 2x15)
- Enrico Di Troia in X-Files (ep. 3x17)
- Roberto Certomà in X-Files (ep. 5x09)
- Andrea Lavagnino in 3 donne al verde
- Giuliano Bonetto in Fringe
- Stefano Mondini in Chuck
- Alessandro Maria D'Errico in Continuum
- Massimo Bitossi in Motive
- Alessandro Ballico in The Strain
- Stefano Thermes in Bones
- Pierluigi Astore in Blue Bloods
- Gianluca Machelli in iZombie
- Andrea Mete in Dirk Gently - Agenzia di investigazione olistica
- Carlo Scipioni in The War - Il pianeta delle scimmie
- Massimo De Ambrosis in Coroner
- Stefano Alessandroni in Law & Order - Unità vittime speciali
- Francesco Rizzi in Ondata calda
- Walter Rivetti in The Rookie
- Alessandro Messina in Fire Country

Da doppiatore è stato sostituito da:
- Silvio Pandolfi in Starhawk